# Charlotte Mineau
Charlotte Mineau (ur. 24 marca 1886, zm. 12 października 1979) – amerykańska aktorka filmowa.

## Filmografia
- 1915: Jego nowe zajęcie - Gwiazda filmowa
- 1915: Charlie w Music-Hallu
- 1916: Charlie kierownikiem działu
- 1916: Charlie włóczęga
- 1916: Charlie na ślizgawce
- 1916: Charlie gra w filmie
- 1917: Spokojna ulica